# Кезеловски, Брэд
Брэдли Аарон Кезеловски (англ. Bradley Aaron Keselowski, род. 12 февраля 1984, Рочестер-Хилс, Мичиган, США) — американский автогонщик NASCAR Cup Series. Выступает под номером 6 за команду RFK Racing.

## NASCAR Cup Series
Брэд дебютировал с Спринт Капе в 2008 году за команду Henrick Motorsports, проведя 2 гонки. Его лучшим результатом стало 19 место. В 2009 году он выступил в 15 гонках за 3 коллектива: Рика Хендрика, Джеймса Финча и в конце сезона за Роджера Пенске. В 5 гонке в своей карьере, в Талладеге, Брэд одержал свою первую победу.  Помимо этого Брэд финишировал ещё 3 раза в Топ10. В 2010 году Брэд выступал на полном расписании за Роджера Пенске. Но сезон он провел слабо - за 36 гонок 1 поул и 2 финиша в Топ10. В 2011 он продолжил выступать за Пенске. Именно в 2011 году раскрылся Брэд - он выиграл сразу 3 гонки: в Канзасе, выиграв лишь за счет того, что сумел сэкономить топливо и не остановился в конце. В Поконо и Бристоле он выходил в лидеры на финальном отрезке. В итоге Брэд выиграл 3 гонки, заработал 1 поул, 14 Топ10 и занял 5 место по итогам Чейза. В 2012 году он выиграл так же 3 гонки, но сделал это за 17 этапов.
Чемпион NASCAR Sprint Cup 2012 года.
В 2015 году Кезеловски снялся в роли самого себя в телефильме «Акулий торнадо 3».